# Юрченко Мстислав Сергійович
Мстислав Сергійович Юрченко (27 квітня 1951, Київ) — український диригент і музикознавець, професор, лауреат премії ім. Миколи Лисенка, член Національної Всеукраїнської музичної спілки, Європейської асоціації хорових диригентів «Europa-Cantat», Асоціації хорових диригентів США (ACDA). Дослідник і популяризатор української духовної музичної класики, керівник Громадського об'єднання «Український фонд духовної музики».

## Життєпис
Народився у Києві 1951 р. Закінчив Київську державну консерваторію ім. П. Чайковського в 1974 р. в класі проф. О. Міньківського. Викладав у Київському державному педагогічному інституті ім. М. Горького,  Ніжинському державному педагогічному інституті ім. М. Гоголя. Працював диригентом Київського камерного хору під керівництвом Віктора Іконника. Впродовж 1982—1985 р. навчався в аспірантурі при ІМФЕ ім. Рильського. У 1989—1991 р. очолював відділення «української духовної музики» Українсько-Канадського спільного підприємства «Кобза». У 1987—1998 викладав у КНУКіМ, у 1998—2005 у НАКККіМ, де очолював спеціалізацію «регент церковного хору», у 2011—2015  у Київському університеті ім. Бориса Грінченка, з 2015 — у КНУКіМ.
Керівництво хоровими колективами
- Хор студентів  Ніжинського державного педагогічного інституту ім. М. Гоголя.
- Хор української музики «Відродження» (1985—1995).
- Хор Київського Будинку вчителя «Світоч» (1995—2001).
- Хор Київської духовної семінарії та академії УАПЦ КП (2000—2001).
- Художній хор Михайлівського Золотоверхого собору (2001—2004).
- Студентський хор «Академія», Національна академія керівних кадрів  (2004—2010).
- Хор церкви Миколи Набережного (2006—2011).
- Студентський хор Київського університету ім. Бориса Грінченка «Магніфікат» (2011—2015).
- Хор «Українського фонду духовної музики» (з 2016).

Участь та керівництво музичними (хоровими) фестивалями, конкурсами, семінарами
- Всеукраїнський музичний фестиваль до 250-річчя від дня народження Максима Березовського. Член Оргкомітету (1995), художній керівник (2005, 2008. Київ, Глухів, Чернігів).
- Музичний та хоровий фестивалі, присвячені 250-річчю від дня народження Дмитра Бортнянського. Художній керівник (2001, м. Біла Церква; Глухів, Чернігів, Київ).
- Всеукраїнська хорова асамблея до 260-річчя від дня народження Максима Березовського. Художній керівник (2005, м. Глухів, Київ).
- «Глухівські асамблеї». Максим Березовський та українська класична музика. Художній керівник (2008, м. Глухів).
- «Асамблеї хорової музики» при Музеї видатних діячів української культури (Музей Миколи Лисенка). Художній керівник (м. Київ — щорічно, з 2013 р.).
- Відкритий Європейський фестиваль-конкурс духовної пісні «Я там, де є благословіння». Голова журі (м. Тернопіль, з 2012 по 2015 р.).
- Керівник та лектор Науково-практичного семінару хорових диригентів українського музичного товариства Альберти (2013 р. м. Едмонтон, Вінніпег, Оттава, Торонто. Канада).
- Міжнародний хоровий фестиваль-конкурс духовної музики ім. Гавриїла Музическу. Член журі (м. Яси, Румунія, з 2014 р.).

Наукова діяльність
- Захист кандидатської дисертації «Творчість Максима Березовського в контексті української музичної культури XVIII ст.» (Ленінградська державна консерваторія ім. М. А. Римського-Корсакова, 1990).
- Статті у енциклопедичних, наукових, науково-популярних виданнях, журналах, газетах, в тому числі зарубіжних, з питань української духовної музики (більше 50 позицій).
- Автор ідеї та концепції видання багатотомної «Антології української духовної музики»:
  - «Кирило Стеценко. Хорові духовні твори» (1997).
  - «Максим Березовський. Хорові духовні твори» (1998).
  - "Хваліть ім'я Господнє. Співає хор «Видубичі» (2002).
  - «Духовна музика українських композиторів 20-х років ХХ ст.» (2004).

Записи та диски
- Інтерв'ю та виступи на телебаченні з хором «Відродження» (1990-ті роки).
- Науково-популярний фільм «Спалахніте серцями» про духовну музику Миколи Лисенка (1993).
- Аудіозаписи з хором «Відродження» до фондів українського радію (128 позицій).
- CD та аудіокасета «Українська духовна музика XVIII ст. Максим Березовський», 1993 (передрук 2001. Claudio Records LTD. U.K. BN10 SPU); CD «Максим Березовський та Артем Ведель». У виконанні хорів «Відродження» та «Київ», 2010; CD та аудіокасета «Микола Леонтович. Духовні твори» (1989, 1996); аудіокасета "Співає хор «Світоч» (1998).
- Максим Березовський. Українська духовна музика. — Хорові концерти Максима Березовського, що записані об'єднаним хором: Патріаршим хором української греко-католицької церкви та Хором «Українського фонду духовної музики» під керуванням Мстислава Юрченка — Київ, 2018.

Автор посібника
- Юрченко М. Духовна музика українських композиторів 20-х років XX століття — К., 2004—224 с.

Упорядкування та редакція нотних збірників
- Березовский М. Хоровые произведения / сост., ред. и вст. ст. М. Юрченко. — Киïв : Музична Украïна, 1989.
- Христос воскрес. Тропар Великодня для мішаного хору. // Упоряд., редакція та вступна стаття М. Юрченка. — К.: Українсько-канадське спільне підприємтство «Кобза», 1991.
- Микола Лисенко. Релігійні твори для мішаного хору. // Упоряд., редакція та вступна стаття М. Юрченка. — К.: Відродження, 1993.
- Xopoвi духовні твори // Березовський, Максим / упорядкування та спецредакція М. Юрченка. — Киïв : Центрмузінформ СК Украïни, 1995.
- Кирило Стеценко. Хорові духовні твори. // Концепція видання, упоряд., спецредакція М. Юрченка. — К.: Видавництво «Гроно», 1997.
- Березовський, Максим. Xopoвi духовні твори / упорядкування та спецредакція М. Юрченка. — Киïв : Укр. фонд духовноï музики; благодійний фонд «Паростки», 1998.
- Хваліть імʼя Господнє. // Редагування та спецредакція М. Юрченка. — К., 2002.
- Духовна музика українських композиторів 20-х років XX ст. // Концепція видання, упоряд., спецредакція М. Юрченка. — К.: Вид.-во ім. Олени Теліги, 2004.
- Максим Березовський. Віднайдені хорові концерти. Частина “А”. Концерти чотириголосні // Антологія української духовної музики. Випуск V.  — К. : Видавничий дім «Комора», ГО «Український фонд духовної музики», 2018.  — 160 с.

Має нагороди:
- Гран-прі, золота медаль, спеціальний приз за найкраще виконання твору болгарського композитора Міжнародного хорового конкурсу «Варна-93» (Варна, Болгарія, 1993). Хор «Відродження».
- II премія міжнародного хорового конкурсу «Florilege vocal de Tours» (Тур, Франція, 1994). Хор «Відродження».
- I премія міжнародного хорового фестивалю «XVII Festival dei cori polifonico» (Толентіно, Італія, 2000). Хор Київського Будинку вчителя «Світоч».
- І місце ІІ Всеукраїнського хорового фестивалю-конкурсу ім. Бориса Грінченка (Київ, 2015). Об'єднаний хор Київського університету ім. Бориса Грінченка.